# Rajakovići
 Rajakovići  falu Horvátországban, a Károlyváros megyében. Közigazgatásilag Ozalyhoz tartozik.

## Fekvése
Károlyvárostól 34 km-re, községközpontjától 20 km-re északnyugatra a Zsumberki-hegységben fekszik.

## Története
1900-ban 64, 1948-ban 38 lakosa volt. A trianoni békeszerződésig Zágráb vármegye Jaskai járásához tartozott. 2011-ben már nem volt állandó lakossága.

## Lakosság
| Lakosság változása | Lakosság változása | Lakosság változása | Lakosság változása | Lakosság változása | Lakosság változása | Lakosság változása | Lakosság változása | Lakosság változása | Lakosság változása | Lakosság változása | Lakosság változása | Lakosság változása | Lakosság változása | Lakosság változása | Lakosság változása |
| ------------------ | ------------------ | ------------------ | ------------------ | ------------------ | ------------------ | ------------------ | ------------------ | ------------------ | ------------------ | ------------------ | ------------------ | ------------------ | ------------------ | ------------------ | ------------------ |
| 1857               | 1869               | 1880               | 1890               | 1900               | 1910               | 1921               | 1931               | 1948               | 1953               | 1961               | 1971               | 1981               | 1991               | 2001               | 2011               |
| 0                  | 0                  | 0                  | 0                  | 64                 | 0                  | 0                  | 0                  | 38                 | 60                 | 47                 | 4                  | 0                  | 0                  | 0                  | 0                  |

## Nevezetességei
Illés próféta tiszteletére szentelt görög katolikus kápolnája a Zsumberki-hegység legmagasabb csúcsán, a Sveta Gerán található. Egyhajós épület, amelynek hajója négyszögletes alaprajzú, szabálytalan, egyenlőtlen oldalakkal rendelkező ötszögletű szentéllyel. A kápolna eredeti falait, padlóját és oltárát megőrizték. A piramis alakú toronysisakkal fedett fa harangtorony modern beavatkozás, amelyet az 1990-es években végeztek. Az ismert adatok szerint a 16. században épített kápolna Horvátország egyik legrégebbi, ha nem a legrégebbi görög katolikus szakrális épülete.